# 蒂雷西亚·西蒙·萨姆
保罗·蒂雷西亚·奥古斯特·西蒙·萨姆（1835–1916），海地军人、政治家，1896年3月31日至1902年5月12日担任海地总统。

## 生平
西蒙·萨姆出生于海地角附近的北格朗德里维耶尔，高中毕业之后，桑参军入伍，并最终获得将军军衔。他曾担任利西于·萨洛蒙政府的陆军部长，后成为弗洛维尔·伊波利特政府的海军部长和战争部长。伊波利特逝世之后，西蒙·萨姆成为了新的海地总统。
1896年3月，西蒙·萨姆宣布正式就任总统。
1897年12月，德国人艾米利·吕德斯因为妨碍执法、殴打海地警察而被迫离开海地，此事引起了德国政府的不满，为此，德意志帝国派两艘德国军舰夏洛特号以及施泰因号逼向海地首都太子港，要求海地政府向吕德斯和德国政府道歉，并要求海地给予德国方面20000美元的赔款，否则将轰炸太子港。海地政府由于惧怕德国，答应了德国所提出的种种要求，吕德斯被允许回到海地。此事又一次伤害了海地国民的自尊心，引起了海地人民的大规模抗议。桑的支持率大为下降。
西蒙·萨姆继续奉行上任总统弗洛维尔·伊波利特的政策，可是海地的经济危机和政治危机更加严重。在任期间，黎巴嫩、叙利亚人多前往海地经商，而海地政府历来排斥阿拉伯人的政策，使得海地的财政趋于困难。
在外交方面上，西蒙·萨姆的政府与美国、法国达成了互惠协定。
在交通方面，首都太子港和第二大城市海地角有了自己的铁路系统。
1902年，西蒙·萨姆向海地国会提交辞呈，宣布辞任总统一职。
1903年皮埃尔·诺尔·亚历克西调查发现西蒙·萨姆在执政期间，进行浮动债务合并中存在欺诈行为。 1903年3月22日，阿列克西总统遂指示反腐委员会调查此事，结果发现西蒙·萨姆骗取了1,257,993美元。1904年12月，他的兄弟Gédéon, Démosthènes和Lycurgue Simon-Sam因为涉此案而被宣判有罪，并处服三年苦役，他的儿子让-维布伦·纪尧姆·萨姆也因涉案被判处终身监禁。
儿子让-维布伦·纪尧姆·萨姆曾经于1915年担任海地总统。